# Línea 9 (Bus Castellón)
La línea 9 del Transport Urbà de Castelló (TUCS) conecta la Estación Intermodal con el Grupo Grapa, atravesando la ciudad de oeste a este, circulando por la Avda. Barcelona, Joaquín Costa, plaza Clavé, plaza Mª Agustina, Gobernador, plaza Borrull, Avda. Valencia hasta el Grupo Grapa. La vuelta circula por Avda. del Mar, Gasset, San Vicente, Avda. Dr. Clará, Avda. Alcora hasta la Estación Intermodal. La página web oficial de TUCS, indica que esta línea es una línea circular, similar a la línea 8 y la línea 18.

## Características
Esta línea da da servicio a los usuarios que llegan a la Estación Intermodal (trenes, autobuses interurbanos, TRAM, etc.) para que tengan acceso al centro histórico, atravesando la ciudad de oeste a este.

### Frecuencias
| Ambos sentidos               | Ambos sentidos                                | Ambos sentidos |
| Día                          | Horario                                       | Frecuencia     |
| ---------------------------- | --------------------------------------------- | -------------- |
| De lunes a viernes           | SALIDAS ESTACIÓN INTERMODAL: de 07:00 a 22:00 | 20'            |
| Sábados, domingos y festivos | SALIDAS ESTACIÓN INTERMODAL: de 07:20 a 21:20 | 40'            |

## Recorrido
| Dirección GRUPO GRAPA         | Dirección GRUPO GRAPA                       | Dirección GRUPO GRAPA |
| N.º                           | Parada                                      | Enlaces               |
| ----------------------------- | ------------------------------------------- | --------------------- |
|                               | ESTACIÓN INTERMODAL                         |                       |
|                               | Avda. Barcelona, 6                          |                       |
|                               | Avda. Barcelona, 24                         |                       |
|                               | C/ Joaquín Costa, 9                         |                       |
|                               | Plaza Clavé, 10                             |                       |
|                               | Plaza Mª Agustina (Gobernador)              |                       |
|                               | C/ Gobernador (Plaza Cardona Vives)         |                       |
|                               | Plaza Juez Borrull                          |                       |
|                               | Avda. Casalduch, 6                          |                       |
|                               | Plaza Dr. Marañón, 7                        |                       |
|                               | Plaza Fernando El Católico (Cruz Roja)      |                       |
|                               | GRUPO GRAPA (AVDA. FERNANDO EL CATÓLICO, 5) |                       |
| Dirección ESTACIÓN INTERMODAL |                                             |                       |
| N.º                           | Parada                                      | Enlaces               |
|                               | GRUPO GRAPA (AVDA. FERNANDO EL CATÓLICO, 5) |                       |
|                               | Pablo Iglesias, 10                          |                       |
|                               | Avda. del Mar, 43                           |                       |
|                               | Avda. del Mar, 23                           |                       |
|                               | Avda. del Mar, 3                            |                       |
|                               | C/ Escultor Viciano (Plaza Borrull)         |                       |
|                               | C/ Gasset, 5                                |                       |
|                               | C/ San Vicente, 54                          |                       |
|                               | Avda. Dr. Clará, 36                         |                       |
|                               | Avda. Dr. Clará (Avda. Villarreal)          |                       |
|                               | Avda. Alcora (C/ Useras)                    |                       |
|                               | ESTACIÓN INTERMODAL                         |                       |